# Power chord
Power chord — англомовний термін, яким позначається чиста квінта або квінтакорд, що грається на електрогітарі із застосуванням ефекту дисторшн або фузз. Усталеного україномовного відповідника не існує, проте виглядає можливою транслітерація павер-акорд (за аналогією з павер-метал).
Хоча термін акорд, в тому числі і в англійській термінології (англ. chord) позначає співзвуччя трьох або більше звуків, серед гітаристів термін Power chord може позначати музичний інтервал, тобто співзвуччя двох звуків. Проте гітаристи звичайно розглядають power chord як тризвук з пропущеною терцією. Техніку гри павер-акордів на електрогітарі часто називають також «грою квінтами».

## Історія

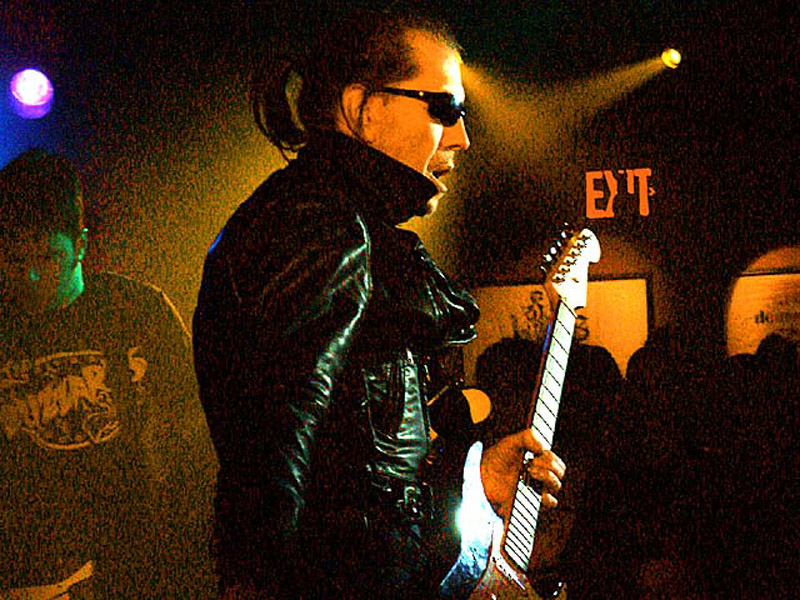
Лінк Рей, один з перших музикантів, що використали павер-акорди

Не існує єдиної думки з приводу того, хто першим використовував павер-акорди в музичних творах. Найпоширеніша версія Кіта Річардса, за якою павер-акорд був винайдений Лінком Реєм, що використав цей акорд у 1958 році в інструментальної композиції «Rumble».
Тим не менш, павер-акорди також зустрічаються на більш ранніх, але менш комерційно успішних записах. Роберт Палмер стверджував, що блюзові гітаристи Віллі Джонсон (англ. Willie Johnson) і Пет Хейр (англ. Pat Hare), що працювали на Sun Records в 1950-і роки, є справжніми творцями павер-акорду. Доказом цього може служити гра Джонсона в композиції «How Many More Years», записаної в 1951 році разом з Гавліном Вульфом, а також партія Хейр в записаному в 1954 році блюзі Джеймса Коттона «Cotton Crop Blues».
У 1964 році хітом стала пісня The Kinks «You Really Got Me», побудована на павер-акордах. Швидка зміна акордів, що зустрічається в цій пісні, надалі стала типовою для важких хард-рокових рифів.
Остаточною популяризації павер-акордів сприяли хеві-метал групи, такі як Black Sabbath і Deep Purple.

## Акустичний аспект
При застосуванні ефекту «перевантаження» в спектрі сигналу з'являється велика кількість гармонік. Парні гармоніки надають тембру інструменту об'ємності й глибини. Непарні гармоніки також консонують з основним тоном, однак при грі кількох нот одночасно вони можуть дисонувати з іншим основним тоном і його гармоніками. Більш того, внаслідок інтермодуляції ноти, що одночасно звучать, при спотворенні породжують звуки, зумовлені різницею їх частот.
Зазвичай акорди складаються із трьох нот, тому при застосуванні ефекту «перевантаження» утворюються три пари нот, і народжуються три вторинних звуки, що вносять дисонанс. Павер-акорд зручний тим, що як гармоніки основних тонів, так і звуки, які визначаються різницею частот, знаходяться в гармонії з основними тонами. Тому навіть при сильному «перевантаженні» павер-акорд звучить чистіше й потужніше звичайних акордів, що пояснює назву акорду («потужний» — англ. «powerful»)
Звуки, що входять до складу павер-акорду, утворюють квінту — один з найдосконаліших (після октави) консонансних інтервалів, — тому павер-акорд звучить порівняно потужно навіть без застосування ефекту «перевантаження».

## Музично-теоретичний аспект
Існують два основних способи побудови павер-акорду: по двох нотах (основному та квінтовому тонам) і по трьох нотах (основному тону, квінтовому тону і основному тону через октаву).
Павер-акорд з трьох нот є акордом нетерцієвої структури і позначається цифрою 5 (C5, D5 і т. д.) Побудований за квінтах павер-акорд є квінтакордом. Обернення квінтаккорда, утворена переміщенням основного тону вгору на октаву, називається квартаккордом, проте даний акорд не має стандартного позначення і використовується досить рідко.
У павер-акордах відсутній терцієвий тон, тому вони не є ні мажорним, ні мінорним. З огляду на те, що павер-акорди можна використовувати як у мажорних, так і в мінорних тональностях, їх іноді називають універсальними.

## Виконання та застосування
У нотах поверкорди нотують цифрою 5, наприклад C5 означатиме квінту — до-соль. Найчастіше поверкорд грають у середньому регістрі, оскільки в низькому регістрі його звучання буде занадто гулким і, а у високому поверкорд втрачає глибину і потужність. Іноді поверкорд може бути взятий з октавним подвоєнням одного із звуків (див. варіант B), в оберненні (див. варіант С), та з подвоєнням обох звуків (див. варіант D)
Вважається, що першим поверкорди використав Лінк Рей у композиції «Rumble», що вийшла 1958 року. До цього моменту на електрогітарах грали окремі звуки або джазові акорди.
Рей був піонером у використанні таких гітарних ефектів як овердрайв і фузз, і був першим, хто став широко використовувати поверкорди у своїх композиціях.
Іншим раннім прикладом використання поверкордів є хіт гурту The Kinks «You Really Got Me» by The Kinks, 1964 року.
Поверкорди швидко стали популярними у важкому металі, зокрема у творчості Black Sabbath та Deep Purple. Велику роль у впровадженні поверкордів у широке використання, а також і самого терміну приписують Піту Тауншеду.

## Мультимедія
- Лінк Рей, Rumble, фрагментⓘ